# Alvesta församling
Alvesta församling är en församling som utgör ett eget pastorat i Allbo-Sunnerbo kontrakt i Växjö stift i Svenska kyrkan. Församlingen ligger i Alvesta kommun i Kronobergs län.

## Administrativ historik
Församlingen har medeltida ursprung med namnet Aringsås församling. Församlingen var till den 1 maj 1924 annexförsamling i pastoratet Lekaryd och Aringsås, därefter moderförsamling i pastoratet Aringsås (från 1945 Alvesta), Lekaryd och Härlöv. 1962 bildades pastorat med Lekaryd, Härlöv och Hjortsberga med Kvenneberga. Församlingens område utökades 2010 när den slogs samman med Lekaryds, Härlövs och Hjortsberga med Kvenneberga församlingar och församlingen utgör sedan dess ett eget pastorat.

## Kyrkor
- Alvesta kyrka
- Hjortsberga kyrka
- Härlövs kyrka
- Kvenneberga kapell
- Lekaryds kyrka
- Skogskyrkan